# Dokkan Beat
Dokkan Beat é um single de Hironobu Kageyama e Hiroko Asakawa. Foi lançado em 21 de outubro de 1995 pela Nippon Columbia e possui quatro faixas.

## Produção
O single possui duas músicas. A faixa-título foi composta para ser a segunda abertura do anime Dokkan! Robo Tendon. A outra faixa, "Deai wa Miracle", também toca durante a série.
A letra de ambas foi escrita por Alice Sato, que teve uma longa carreira na indústria fonográfica do Japão. Já a composição do lado A ficou com Takeshi Ike, que compôs para Dragon Ball e Dragon Ball Z e trabalhou com Kageyama no single "Tamashii no Evolution"; enquanto que Keiju Ishikawa compôs o lado B. Ishikawa é responsável por várias composições para animes , tendo composto "WE GOTTA POWER", a segunda abertura da série Dragon Ball Z.

## Legado
Kageyama incluiu a canção "Dokkan Beat" em seus álbuns Mixture; Hironobu Kageyama 20th Anniversary Eternity; e Kage chan Pack ~Kimi to Boku no Daikoushin~.

## Faixas
| N.º | Título                               | Letras       | Música         | Arranjo        | Duração |  |
| 1.  | "Dokkan Beat"                        | Alice Sato   | Takeshi Ike    | Tadashi Yatabe | 3:19    |  |
| 2.  | "Deai wa Miracle"                    | A. Sato      | Keiju Ishikawa | K. Ishikawa    |         |  |
| 3.  | "Dokkan Beat (Original Karaoke)"     | instrumental | T. Ike         | T. Yatabe      | 3:19    |  |
| 4.  | "Deai wa Miracle (Original Karaoke)" | instrumental | K. Ishikawa    | K. Ishikawa    |         |  |